# Histoire vraie
Pour l’article ayant un titre homophone, voir Histoires vraies.
Histoire vraie est une nouvelle de Guy de Maupassant, parue en 1882.

## Historique
Histoire vraie est initialement publiée dans la revue Le Gaulois du 18 juin 1882, puis dans le recueil Contes du jour et de la nuit en 1885.  

## Résumé
De retour de la chasse et après une soirée arrosée où tous lorgnaient vers la servante, M. de Varnetot raconte sa vie. Il avait vingt-cinq ans et s’ennuyait dans son château. Il remarque une jeune fille au service de M. Déboutâtes son voisin. La fille l’aguiche et lui, pour vivre tranquillement sa passion, cède pour trois cents écus à son voisin la jument qu’il convoitait depuis deux ans avec la servante en prime. Au début, c’est la passion, puis la fille commence à l’ennuyer et, quand elle lui annonce qu’elle est enceinte, il cherche à s’en débarrasser.
Son oncle lui conseille de la marier à quelqu'un d'autre. Il va trouver la mère Paumelle qui cherche à caser son vaurien de fils. Il donnera au fils une petite ferme et quelques champs s’il se marie avec la fille. Le fils Paumelle vient voir la qualité de la construction et accepte si on lui donne des meubles en plus ; il n’a que faire de voir la fille. Convaincre la fille a été plus difficile : elle ne voulait pas partir, elle s’accrochait. Il a fallu prendre les grands moyens et la menacer. Malgré cela, elle revenait sans arrêt au château car son mari la battait et sa belle-mère la traitait mal. 
Six mois plus tard, elle meurt en couches, et son enfant décède à son tour, huit jours après sa naissance. 

## Adaptation
Claude Santelli réalise pour l'ORTF une adaptation du conte avec Pierre Mondy, Marie-Christine Barrault, Denise Gence, Fred Personne et Isabelle Huppert dans les rôles principaux . Le téléfilm est diffusé le 5 mai 1973 sur la première chaîne, puis édité en DVD par l'INA en 1999.

## Édition française
- Histoire vraie, dans Maupassant, Contes et Nouvelles, tome I, texte établi et annoté par Louis Forestier, éditions Gallimard, Bibliothèque de la Pléiade, 1974  (ISBN 978-2-07-010805-3).
- Maupassant, Toine et autres contes normands, texte établi et annoté par Anne Princen, éditions Flammarion, 2015  (ISBN 978-2-0813-5315-2)